# Lucia Pavin
Lucia Pavin (Cittadella, 8 agosto 1947) è una cuoca italiana.

## Biografia e riconoscimenti
Nei primi anni sessanta inizia la propria attività di cuoca presso il Ristorante al Palazzino a Galliera Veneta, in provincia di Padova, facendosi conoscere al grande pubblico, sul finire dello stesso decennio, grazie al suo "Ovetto", marchio attualmente di proprietà dello stesso ristorante e nel 1982 vince il premio internazionale Dioniso dell'Ospitalità della Federazione italiana dei pubblici esercizi..
Riceve il diploma di cucina ed enologia di Mirella Cantarelli e Massimo Alberini presso il Gritti di Venezia nel 1984.
Successivamente compie varie esperienze lavorative in Francia, dove diventa allieva di Roger Vergé e consegue il diploma di alta cucina presso la École du Soleil. Lo studio della cucina francese la porta a seguire l'insegnamento di un altro maestro quale Paul Bocuse .
Rientrata in Italia, diviene allieva di Gualtiero Marchesi, e, successivamente, frequenta i corsi di Iginio Massari, Fulvio Scolari e Achille Zoia.
Ritorna in Francia, nuovamente al fianco di Roger Vergé, e nel 1994 consegue un ulteriore diploma di alta cucina.  Nello stesso anno, consegue il diploma d'onore dell'Associazione Maitre Italiani Ristoranti Alberghi (A.M.I.R.A.).
Nel 1996 vince il Cuoco d'Oro Internazionale.
Nel 2001 riceve il Sole di Veronelli per la Faraona ripiena alle erbe e al tartufo nero .
Nel 2007 Stern la racconta nel reportage sulla tradizione culinaria delle mamme italiane .
Sin dagli anni novanta ha portato la sua cucina negli Stati Uniti. Nel 2013 ha rappresentato l'Italia per il trentesimo anniversario del gemellaggio di Padova con Boston e per l'anno della cultura italiana negli Stati Uniti.
Nel 2013 ha rifiutato l'offerta di aprire il proprio ristorante a New York dichiarando "dobbiamo rimanere qui e promuovere a casa nostra le molte eccellenze che abbiamo" ma, nel contempo, ha avviato la scuola di cucina per persone estere presso il Palazzino.
Nel 2015 è stata premiata dalla Camera di Commercio con la medaglia del lavoro e del progresso economico.
Nel 2018, in occasione dei suoi 55 anni di carriera, viene premiata dal Presidente della Regione Veneto Luca Zaia come prima donna chef del Veneto.
È stata consulente per la Barilla per la selezione dei prodotti e lo sviluppo della linea "Academia".

## Impegno per il sociale
Nel 1985 ha ricevuto il Premio del seminatore, assegnato a persone ed enti distintisi per opere di carattere umanitario.
Nel 1986 riceve il premio Mamma dell'anno dalla Fondazione Don Gnocchi di Milano.
Nel 1995 ha ospitato il premio internazionale di poesia con Bino Rebellato.